# 米志诚
米志诚（9世纪—918年），沙陀人，五代十国时期吴国武将。以骁勇闻名。

## 效力杨行密
米志诚是沙陀人，年轻时善于骑射，以骁勇闻名。后被河东节度使李克用派遣援助被宣武军节度使朱全忠攻打的泰宁军节度使朱瑾。乾宁四年（897年），朱瑾战败，米志诚随朱瑾投奔淮南节度使杨行密，从此为其牙校，勇敢，有膂力，作为前锋参与了在清口和渒河寨分别打败朱全忠部将庞师古和葛从周的战事，以功迁官马军指挥使。
当时朱瑾以善用槊闻名，米志诚以善射闻名，被杨行密军中同推为骁将，以为朱瑾用槊第一、米志诚射术第一。同为杨行密下属的润州团练使安仁义也以善射自负，曾说：“志诚弩十，不当瑾槊之一；瑾槊十，不当吾弓之一。”
后来天复三年（903年），宁国军节度使田頵与安仁义背叛杨行密，米志诚与涟水制置使台濛在广德打败田頵。杨行密派米志诚与润州行营招讨使王茂章、马步军使李德诚等围攻安仁义，最终在润州擒住安仁义。久后，为右都押牙。

## 效力杨渥
朱全忠建立后梁取代唐朝后，杨行密之子和继承人弘农郡王杨渥继续以唐朝封臣自居。天祐四年（907年）十一月，米志诚渡淮河袭梁治下的颍州，克外城，但不能攻克子城。十二月，梁派出五千步骑兵救颍州，米志诚等撤军。

## 效力杨隆演
杨渥之弟和继承人杨隆演年间，六年（909年）七月，米志诚充行营都指挥使，与都尉吕师造、将领王祺等在上高打败声援攻打吴国的抚州刺史危全讽的楚将指挥使苑玫，有功。十年（913年）九月，米志诚随权臣徐温在梁溪打败攻打常州的吴越王子钱传瑛，十二月又在淮河上打败已降梁改名王景仁的王茂章。
十一年（914年）四月，袁州刺史刘崇景背吴投楚，楚将许贞率万人相救，米志诚又和都指挥使柴再用率诸将讨之，五月在万胜冈大破刘、许，刘、许弃袁州而去。先前，袁州儿童聚在一起游戏，在地上挖洞作为釜，把筷子圈起来作为甑，说：“将（拿）柴米来。”至此应验。米志诚以功加检校太傅，累迁遥领泰宁军节度使（实际在梁治下）。

### 含冤被杀
杨隆演年间，徐温、徐知训父子专权。十五年（918年）六月，朱瑾杀徐知训，旋即被徐温党羽子城甲仗诸库院钤辖等使翟虔所迫自杀。米志诚披甲率自家兵十余骑到天兴门问朱瑾去向，自称要袭击朱瑾，翟虔在城上说“朱瑾已被戮，何不赶紧回营？”米志诚即返。徐温怀疑米志诚是要帮助朱瑾，决意杀之，派使者去杀他。徐温谋士扬州司马严可求担心米志诚会抗命，派人诈称从湖南境前来报告袁州取得破楚大捷，召将吏们入贺，在戟门伏下甲士擒斩米志诚，并杀其诸子。徐温因欣赏翟虔随机应变说退米志诚，将朱瑾的宜陵庄赏赐给他。

## 评价
- 《十国春秋》论曰：米志诚横罹屠戮，刑匪其罪，东海（指徐温）之恶可胜数邪！[1]